# Cyclea barbata
Cyclea barbata är en tvåhjärtbladig växtart som beskrevs av John Miers. Cyclea barbata ingår i släktet Cyclea och familjen Menispermaceae. Inga underarter finns listade i Catalogue of Life.